# Guske
Guske (lat. Anserinae), potporodica ptica, pripada porodici pataka, Anatidae, redu Anseriformes, za koje se ravnopravno koriste, ovisno o literaturi, hrvatski nazivi patkarice ili guščarice. 
Sastoji se od pet ili 6 rodova:
- Anser
- Branta
- Cereopsis
- Chen, ponekad u Anser
- Cnemiornis, novozelandske guske
- Coscoroba
- Cygnus

## Vanjske poveznice
|  | Zajednički poslužitelj ima još gradiva o temi Guske |
|  | Wikivrste imaju podatke o taksonu Guskama           |